# Tedeschi Trucks Band
La Tedeschi Trucks Band (nota anche come Derek Trucks & Susan Tedeschi Band) è un gruppo musicale blues rock fusion statunitense originario della Florida e attivo dal 2010.

## Storia
Il gruppo si è formato nei primi mesi del 2010 a Jacksonville (Florida) per iniziativa dei musicisti marito e moglie Derek Trucks e Susan Tedeschi. Nel frattempo i due artisti avevano messo momentaneamente da parte i rispettivi progetti con la The Derek Trucks Band e la Susan Tedeschi Band. Al progetto, tuttavia, si sono uniti diversi collaboratori che facevano parte delle due precedenti band della coppia.
Il loro album di debutto Revelator, pubblicato nel giugno 2011, ha vinto nell'ambito dei Grammy Awards 2012 il premio come "miglior album blues". Nel maggio 2012 è uscito un album dal vivo chiamato Everybody's Talkin', mentre nell'agosto 2013 è stato pubblicato il secondo album in studio Made Up Mind. A questi sono seguiti il terzo album Let me get by nel 2016 ed il quarto Signs nel 2019, entrambi registrati in studio. 

## Formazione
- Susan Tedeschi - voce, chitarra
- Derek Trucks - chitarra
- Tim Lefebvre - basso
- Tyler Greenwell - batteria, percussioni
- J.J. Johnson - batteria, percussioni
- Ephraim Owens - tromba
- Kebbi Williams - sax
- Elizabeth Lea - trombone
- Kofi Burbridge - pianoforte, tastiere, organo Hammond, Fender Rhodes, clavinet, sintetizzatore, flauto traverso
- Mike Mattison - cori
- Mark Rivers - cori

Ex membri
- Oteil Burbridge - basso
- Maurice "Mobetta" Brown - tromba
- Saunders Sermons - trombone

## Discografia

### Album in studio
- 2011 - Revelator
- 2013 - Made Up Mind
- 2016 - Let Me Get By
- 2019 - Signs

### Album dal vivo
- 2012 - Everybody's Talkin'
- 2017 - Live from the Fox Oakland
- 2021 - Layla revisited (Live at Lokn’)